# Jean Jérôme
Pour les articles homonymes, voir Jérôme.
Jean Jérôme, pseudonyme de Michel Feintuch, né le 12 mars 1906 à Solotvyn (Ukraine occidentale sous domination de l'Autriche-Hongrie) et mort le 1er mai 1990 en Suisse, est un membre du Parti communiste français, militant internationaliste, responsable de la main-d'œuvre immigrée (MOI) et résistant.

## Biographie
Michel Feintuch naît en Galicie au sein d'une famille juive modeste de neuf enfants, dont quatre meurent en bas âge. Marqué dès le début de sa vie par l'éducation religieuse et un judaïsme militant, il apprend dans les écoles confessionnelles à traduire la Bible de l'hébreu en yiddish.
Il commence à travailler à l'âge de seize ans comme employé de commerce à Stanisławów où la famille s'était installée. Il constitue rapidement, avec d'autres, un syndicat des employés de commerce et fréquente le Parti communiste de Pologne clandestin. Deux fois arrêté, il ne trouve plus de travail et quitte la Pologne pour échapper au service militaire et à ses bataillons disciplinaires qui attendent inévitablement un militant révolutionnaire.
Il se fixe dans la région de Liège à partir de 1927, travaillant comme manœuvre aux laminoirs Espérance-Longdoz et essayant de reprendre ses études à l'École des Hautes études commerciales et consulaires. Il milite dans la MOI et entre au bureau fédéral du Parti communiste de Belgique où il est chargé de la trésorerie. Expulsé de Belgique en 1929, il passe clandestinement en France. Il travaille d'abord illégalement sur des chantiers puis trouve un emploi de câbleur-monteur à la Société industrielle du téléphone dans le XVe arrondissement de Paris. Il est élu au Comité exécutif du Syndicat des métaux CGTU de la région parisienne et, en même temps, milite activement au Parti communiste français, notamment à la section centrale de la MOE, plus tard la MOI. Membre du Bureau national de la main-d'œuvre immigrée de la CGTU, il est expulsé de France en Belgique en 1931, mais regagne clandestinement la région parisienne. Il restera clandestin de longues années. Il rencontre en 1933 Eugen Fried, le représentant de l'Internationale communiste à Paris.
En 1937, le futur Jean Jérôme est à la direction de la Commission internationale de ravitaillement qui organise les envois d'armes et de vivres aux brigades internationales pendant la guerre d'Espagne. Quand la République d'Espagne s'effondre, les réseaux d'aide à l'effort de guerre des républicains se réorientent vers l'aide aux réfugiés qui arrivaient en France par dizaines de milliers. Selon Thierry Wolton, il aurait effectué un stage d'espionnage à Moscou en 1938-1939.
En septembre 1939, il fait les démarches pour être engagé dans l'armée française mais est dirigé vers une commission de recrutement de l'armée polonaise en France qui décide un ajournement pour six mois et son embauche comme requis civil à la Société industrielle du téléphone.
En 1940, il établit la liaison avec Jacques Duclos et participe activement à l'activité de propagande clandestine du Parti communiste. Il s'occupe d'éditer du matériel et de faire paraître l'Humanité clandestine, activité qu'il mène à bien avec son frère Pierre blessé à la guerre d'Espagne,. C'est à cette époque que Michel Feintuch prend le pseudonyme de Jean Jérome, qui lui restera jusqu'à la fin de sa vie. L'historien Philippe Robrieux pense que Jean Jérôme a été désigné pour remplacer Giulio Ceretti, l'ancien responsable de France-Navigation et de la caisse noire de l'IC, alors rappelé à Moscou, comme Maurice Thorez.
En plus de ces responsabilités techniques, Jean Jérôme établit de mars à mai 1941 des contacts avec des intellectuels antifascistes. On retrouve Jean Jérôme et ses relations dans les premiers contacts avec les gaullistes.
Pierre Feintuch, son frère, né le 21 novembre 1909 à Solotvyn, et habitant au 40 rue des Boulangers dans le 5e arrondissement de Paris, est déporté par le convoi No. 34, en date du 18 septembre 1942, du Camp de Drancy vers Auschwitz d'où il ne revient pas,,.
Jean Jérôme est arrêté le 14 avril 1943, à l'occasion d'une rencontre imprévue avec Betka Brikner (alias Betka Weinraub), une femme qui faisait les liaisons de Louis Gronowski, responsable national de la MOI. Il échappe au transfert à Drancy d'où il devait être déporté comme juif, et est interné pendant seize mois à la prison de la Santé, puis à la prison des Tourelles. Il est libéré le 19 août 1944 et rejoint alors le comité militaire national des FTPF dirigé par Charles Tillon. Alors qu'il est menacé d'expulsion, car il n'a pas la nationalité française, André Blumel annule l'arrêté d'expulsion et Jean Jérôme reçoit la nationalité française en janvier 1947.
Par la suite, Jean Jérôme est un des responsables des finances du Parti communiste et notamment le patron des sociétés commerciales qui travaillent avec les pays d’Europe de l’Est. Il a la confiance des dirigeants du Parti, Maurice Thorez et Jacques Duclos. Il exerce des responsabilités financières nationales et internationales, en liaison avec Gaston Plissonnier. Robrieux, qui voit en Jean Jérôme un personnage troublant, brosse de lui un portrait contrasté : il « promène partout son visage dur et inquiétant, surmonté de sortes de lorgnons et son regard en vrille qui semble vouloir plonger à l'intérieur de chacun… il apparaît à ceux qui le fréquentent comme un dirigeant de sang-froid, glacial et impitoyable quand il le faut, réaliste, habile, dominateur et sûr de lui, mais aussi comme un homme jovial qui sait se montrer à la fois intéressant dans la conversation et bon compagnon avec ses intimes ».
La notice biographique que lui consacre Le Maitron mentionne des responsabilités qu'il a exercées dans le domaine culturel, telles la reconstitution du Centre de diffusion du livre et de la presse (CDLP), la création des Éditions sociales et d'un réseau de librairies, la reconstitution de la maison de disques Le Chant du Monde et la société cinématographique Cinéfrance. Il avait aussi créé la Bibliothèque marxiste de Paris rassemblant 40 000 volumes.
Jean Jérôme meurt en 1990. Ses cendres reposent au Cimetière du Père-Lachaise, à Paris (87e Division, Colombarium, Case no 10277).
Dans les années 1980, une controverse a lieu entre Philippe Robrieux, présentant Jean Jérôme comme ayant livré le groupe Manouchian pour des raisons liées à la stratégie politique du PCF, et Annie Kriegel et Jean-Jacques Becker, récusant cette accusation.
Son épouse, Paula Fabelinska (1909-2002), dite Paulette Michel a été directrice des éditions La Farandole de 1955 à 1975. Le couple eut deux enfants.

## Décorations
- Médaille de la Résistance
- Croix de guerre 39-45
- Chevalier de la Légion d’honneur

## Ouvrages autobiographiques
- La part des hommes : souvenirs d'un témoin, Acropole, 1983, 288 pages,  (ISBN 2714414907)
- Les Clandestins (1940-44) : souvenirs d'un témoin, Acropole, 1986, 289 pages,  (ISBN 2735700380) [Consultable sur Gallica (les 46 premières pages)]